# Skråtjärnen (Anundsjö socken, Ångermanland)
Skråtjärnen är en sjö i Örnsköldsviks kommun i Ångermanland och ingår i Moälvens huvudavrinningsområde.